# 新しい社会運動
新しい社会運動（new social movements）とは、フランスの社会学者アラン・トゥレーヌが、中期の時期（1968～1986年）に提起した概念・理念型であり、そのような運動が現れるであろうという仮説である。

## 概要
前期アラン・トゥレーヌ（1950～1968年）は、産業社会の「社会運動」として、全体社会の方向性をめぐって産業主義企業家と対立関係にある「統制的労働組合運動」（企業に参加しつつ民主化させる）の理念型を位置付けた。その後、中期トゥレーヌは、「脱産業社会」（脱工業化社会）におけるそのような中心的な紛争が情報や知識をめぐるものになるだろう、という予測の下、全体社会の方向性をめぐってテクノクラシーと対立していく新しいアクターが現れるという仮説を提起した。「新しい社会運動」とはそのようなアクターの理念型を指しており、それが実在するかどうかを確認するために、彼とその弟子たちは、1970年代半ばから大規模な社会学的介入調査を実施していった。
トゥレーヌたちの言う「社会運動」とは――それが「新しい社会運動」であれ-―、実態的な概念ではない。良く誤解されているが、反原発運動や女性運動、学生運動イコール「新しい社会運動」だとトゥレーヌが言っているわけではない――この点はひと括りにされることの多いクラウス・オッフェやユルゲン・ハーバマスの議論とは根本的に異なる。それらの運動のなかに、「社会運動」の要素が存在するかどうかを検証することが重要だということを彼は強調している。実際、社会学的介入調査の結果、反原発運動や女性運動、学生運動、地域主義運動などはいずれも、全体として「社会運動」と呼べるものではなかった、というのがトゥレーヌ達の結論である――この点は日本はもちろん、世界的にも良く誤解されている。なおこの「誤解」を受けて、トゥレーヌの議論とは別に、あるいはその提起から分かれる形で、緑の党やみどりの政治を新しい社会運動の流れに位置づける議論も存在する。
「新しい社会運動」論と称される中期トゥレーヌの社会理論・運動論の発展的継承は、後期トゥレーヌ、及びパリ社会科学高等研究院・社会学的分析介入センター、及び国際社会学会研究委員会47「社会階級・社会運動」の社会学者たちによって試みられている。とりわけフランソワ・デュベは、「新しい社会運動」論を、ひろく社会問題状況、制度状況にある個々人の経験までを扱える理論にまで発展させている。